# Tio år med Agnetha
Tio år med Agnetha è una compilation del 1979 della cantante svedese degli ABBA Agnetha Fältskog. L'album, pubblicato quando gli ABBA erano all'apice della loro carriera, contiene i migliori brani incisi dalla cantante, come solista, prima e durante la carriera parallela come membro del gruppo svedese. Si tratta dell'ultimo album pubblicato sotto l'etichetta discografica Cupol.
L'album, pubblicato nel 1979, contiene un inedito, När du tar mej i din famn (Quando mi prendi nelle tue braccia), composto e prodotto da Agnetha Fältskog negli studi della Polar con gli stessi musicisti e gli stessi ingegneri del suono (Michael B. Tretow) con cui ha collaborato insieme agli ABBA. I testi furono scritti da Ingela "Pling" Forsman, che da allora divenne uno dei parolieri più produttivi e di successo della Svezia, con ben 25 brani inviati al Melodifestivalen, molti dei quali hanno anche partecipato all'Eurovision Song Contest. Il brano När du tar mej i din famn scalò la classifica svedese Svensktoppen nella seconda metà del 1979 e fu anche pubblicato come singolo, avente sul lato B la canzone Jag var så kär, brano d'esordio della cantante. Verso la fine degli anni '90, negli archivi della Cupol, fu trovata una versione demo in inglese dello stesso inedito, dal titolo The Queen of hearts, (La regina di cuori), che fu poi inserita nella raccolta di grandi successi That's me, pubblicata dalla Polar Music/Universal Music nel 1998.
La raccolta Tio år med Agnetha contiene tre tracce estratte dall'album del 1975 Elva kvinnor i ett hus, compresa la versione in svedese del famosissimo brano degli ABBA S.O.S., e fu rimasterizzata e ripubblicata dalla Sony BMG Music Entertainment verso la metà degli anni novanta.
Del brano När du tar mej i din famn fu successivamente realizzata una cover dalla cantante svedese Lotta Engberg.

## Tracce
1. Jag var så kär (Ero così innamorata) (Agnetha Fältskog) - 3:17
2. Utan dej mitt liv går vidare (Senza di te, la mia vita va avanti) (A. Fältskog) - 2:47
3. Allting har förändrat sej (Tutto è cambiato) (K.G. Lundkvist) - 3:10
4. Framför svenska sommaren (Prima dell'estate svedese) (J.E. Lit, L. Herscher, R, Grahm, Lundkvist) - 2:24
5. Zigenarvän (Amico zingaro) (Fältskog, B. Haslum) - 2:58
6. Om tårar vore guld (Se le lacrime fossero oro) (A. Fältskog) - 3:28
7. En sång och en saga (Una canzone e una storia) (P. Mauriat, A. Pascal, Stig Anderson) - 3:39
8. Många gånger än (Molte volte ancora) (A. Fältskog, P. Himmelstrand) - 2:37
9. Dröm är dröm och saga saga (Un sogno è un sogno, e una storia è una storia) (Preti, Guarnieri, Anderson) - 3:25
10. Vart skall min kärlek föra (Dove mi porta il mio amore) (Andrew Lloyd Webber, Tim Rice, B. Hallqvist) - 3:18
11. Så glad som dina ögon (Felice come i tuoi occhi) (A. Fältskog, T. Gärdestad) - 2:59
12. En sång om sorg och glädje (Una canzone di dispiacere e conetntezza) (M. Chepstone, M. Capuano, G. Capuano, Anderson) - 3:46
13. S.O.S. (Benny Andersson, Anderson, Björn Ulvaeus) - 3:19
14. Doktorn! (Dottore!) (A. Fältskog, B. Carlgren) - 2:47
15. Tack för en underbar, vanlig dag (Grazie per un magnifico, ordinario giorno) (A. Fältskog, B. Carlgren) - 2:38
16. När du tar mej i din famn (Quando mi prendi nelle tue braccia) (A. Fältskog, L. Forsman) - 4:07